# Occidentali's Karma
Occidentali's Karma è un singolo del cantautore italiano Francesco Gabbani, pubblicato il 9 febbraio 2017 come primo estratto dal terzo album in studio Magellano.
Scritto dallo stesso Gabbani insieme al fratello Filippo, Fabio Ilacqua e Luca Chiaravalli, il brano ha vinto il Festival di Sanremo 2017; ha quindi guadagnato il diritto a rappresentare l'Italia all'Eurovision Song Contest 2017 a Kiev, in Ucraina, dove viene premiato con il premio della sala stampa Marcel Bezençon, mentre nella classifica generale si piazza al sesto posto.
Nel 2020 è stato incluso tra i 45 brani più belli della musica italiana all'interno dell'evento radiofonico I Love My Radio.

## Descrizione

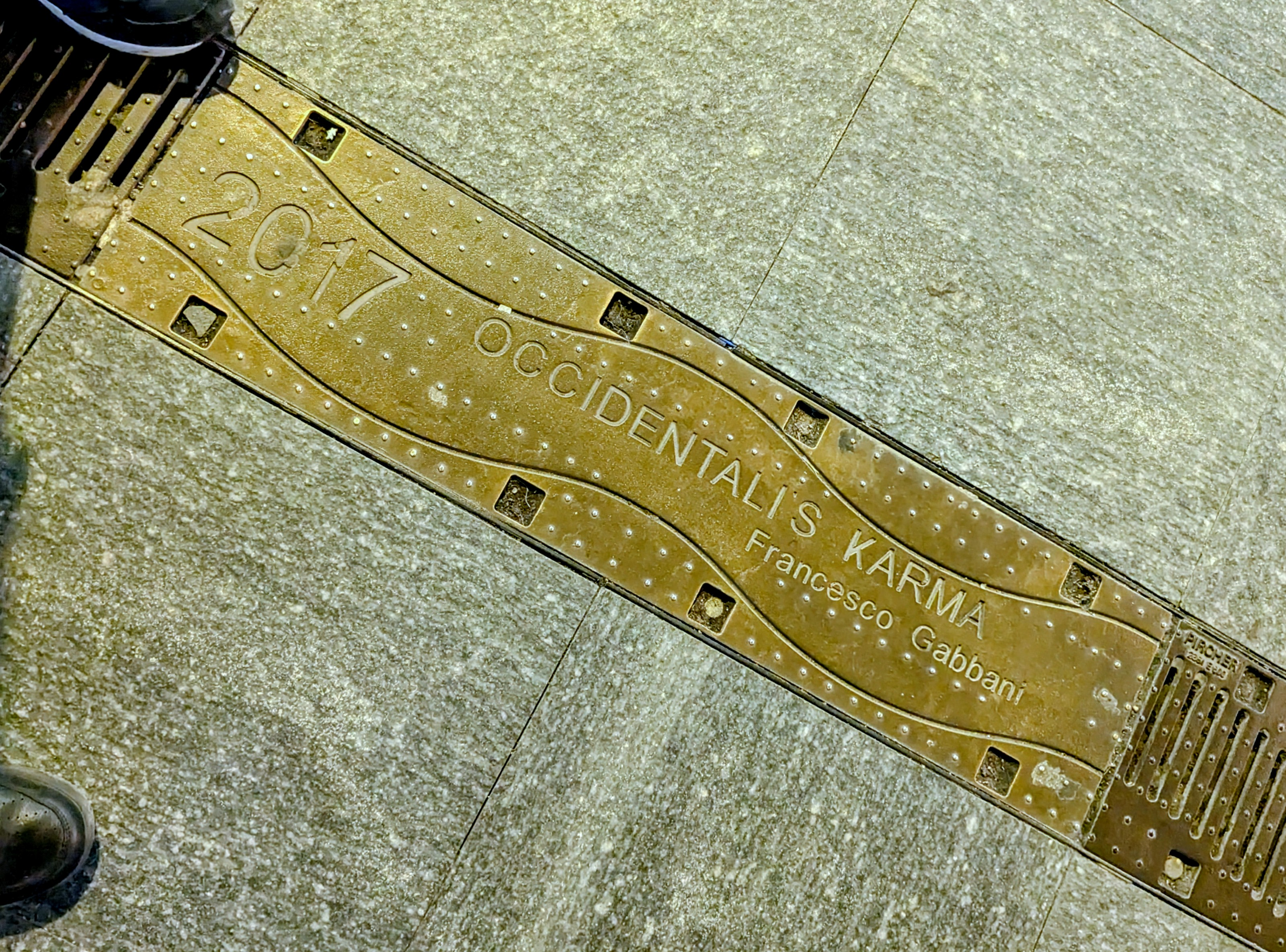
Placca di ottone, incisa col nome della canzone e cantante, posta sul corso Matteotti, che porta al Teatro Ariston a Sanremo

Inizialmente la canzone doveva avere il titolo in latino Occidentalis karma, cambiato poi in forma anglicizzata con il genitivo sassone dallo stesso paroliere Fabio Ilacqua. Il testo è ricco di riferimenti culturali, che spaziano dalla civiltà orientale alla filosofia greca. La citazione più ricorrente è quella a La scimmia nuda dell'etologo Desmond Morris, in cui si accosta l'essere umano a un primate privo di peli, ma simile a esso nei comportamenti; la canzone ha avuto i complimenti dello stesso Morris, secondo cui: 
All'inizio del testo si rimanda alla tragedia di Amleto scritta da Shakespeare, in cui si sottolinea la scissione nella società moderna tra la necessità d'interiorità e l'importanza dell'apparenza; altri richiami d'interesse sono l'aforisma panta rei di Eraclito, il Buddha e il Nirvana della tradizione orientale oltreché il web, ritratto da Gabbani come «coca dei popoli / oppio dei poveri», riprendendo Marx che definiva la religione «oppio dei popoli».

## Video musicale
Il video, diretto da Gabriele Lucchetti, è stato girato presso l'interno del monastero zen Sanbo-ji Tempio dei Tre Gioielli a Pagazzano, Berceto.
Nel video Gabbani è impegnato in diverse azioni, tra cui praticare la meditazione davanti a una statuetta del Buddha e suonare col proprio gruppo; è protagonista anche una scimmia, animata dal coreografo Filippo Ranaldi.

## Tracce
Testi di Francesco Gabbani, Fabio Ilacqua e Luca Chiaravalli, musiche di Francesco Gabbani, Luca Chiaravalli e Filippo Gabbani.
Download digitale
1. Occidentali's Karma – 3:37

CD singolo
1. Occidentali's Karma – 3:37
2. Occidentali's Karma (Karaoke Version) – 3:37
3. Eternamente ora (Summer Radio Edit) – 3:17 (testo: Fabio Ilacqua – musica: Francesco Gabbani, Patrizio "Pat" Simonini)

7"
1. Occidentali's Karma (Original Version) – 3:37
2. Occidentali's Karma (Instrumental Version) – 3:37

Download digitale – Remixes
1. Occidentali's Karma (Marc Benjamin & DNMKG Remix) – 4:12
2. Occidentali's Karma (Benny Benassi & MazZz Remix) – 4:38
3. Occidentali's Karma (Gabry Ponte Remix) – 5:10
4. Occidentali's Karma (Addal Remix Edit) – 3:30
5. Occidentali's Karma (DJ Ross & Savietto Remix) – 4:17
6. Occidentali's Karma (Molella & Valentini Remix) (Edit) – 2:44
7. Occidentali's Karma (Tyro Maniac Remix) – 3:33
8. Occidentali's Karma (Simon from Deep Divas Radio Remix) – 3:37
9. Occidentali's Karma (Ken Holland vs. Mess Remix) (Edit) – 3:29
10. Occidentali's Karma (Wlady Remix) (Radio Edit) – 3:19

## Formazione
Musicisti
- Francesco Gabbani – voce, tastiera, programmazione, chitarra acustica e elettrica, cori, arrangiamento
- Chicco Gussoni – chitarra elettrica
- Matteo Bassi – basso
- Luca Chiaravalli – tastiera, programmazione, arrangiamento
- Filippo Gabbani – tastiera, programmazione, arrangiamento
- Emiliano Bassi – programmazione, batteria
- Fabio Ilacqua – cori
- Fabio Barnaba – arrangiamento strumenti ad arco, programmazione strumenti ad arco aggiuntiva

Produzione
- Luca Chiaravalli – produzione, registrazione, missaggio
- Alex Trecarichi – registrazione, missaggio
- Antonio Baglio – mastering

## Successo commerciale

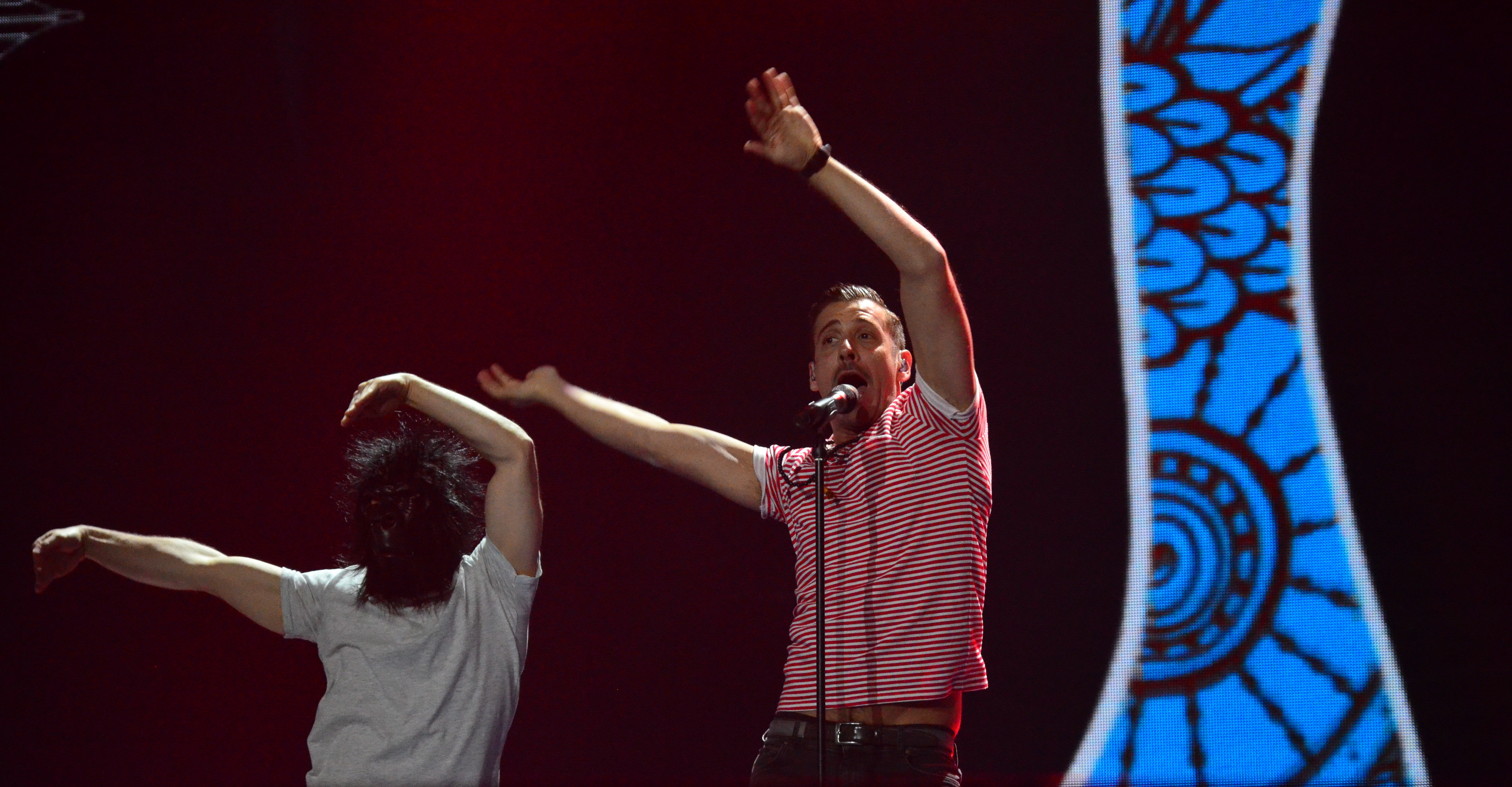
Gabbani e Filippo Ranaldi durante le prove dell'Eurovision Song Contest 2017

Nella prima settimana di pubblicazione, Occidentali's Karma è stato certificato disco d'oro dalla Federazione Industria Musicale Italiana per aver venduto più di 25 000 copie. Ottiene la certificazione platino a distanza di due settimane dalla sua pubblicazione. Ad un mese dalla sua pubblicazione, il brano arriva ad ottenere il doppio disco di platino. Il singolo è stato inoltre trasmesso frequentemente dalle radio italiane, raggiungendo più volte la vetta della classifica airplay stilata da EarOne.
Il video, diffuso su YouTube il 9 febbraio 2017, ha ottenuto il 12 febbraio successivo 4 353 802 visualizzazioni in un solo giorno, diventando così il video italiano più visto in un solo giorno su Vevo. Il 9 marzo, un mese dopo la pubblicazione, il video supera le cinquanta milioni di visualizzazioni, e il 24 aprile raggiunge la soglia dei cento milioni.

## Classifiche

### Classifiche settimanali
| Classifica (2017) | Posizione massima |
| ----------------- | ----------------- |
| Austria           | 57                |
| Belgio (Fiandre)  | 54                |
| Belgio (Vallonia) | 85                |
| Europa            | 10                |
| Francia           | 110               |
| Italia            | 1                 |
| Svezia            | 87                |
| Svizzera          | 25                |

### Classifiche di fine anno
| Classifica (2017) | Posizione |
| ----------------- | --------- |
| Italia            | 6         |